# دیگزتاون
دیگزتاون (به انگلیسی: Diggstown) یا نیش نیمه‌شب (به انگلیسی: Midnight Sting) فیلمی محصول سال ۱۹۹۲ و به کارگردانی مایکل ریچی است. در این فیلم بازیگرانی همچون جیمز وودز، لوئیس گوست جونیور، اولیور پلات، هدر گراهام، بروس درن، راندال تکس کوب، توماس ویلسون براون، جیمز کاویزل و ویلهلم فون هامبورگ ایفای نقش کرده‌اند.